# Karolina Protsenko
Karolina Protsenko (Ucrânia, 3 de outubro de 2008) é uma violinista ucraniana-estadunidense. Residente em Santa Mônica, Califórnia, é considerada uma criança prodígio.

## Biografia
De acordo com sua página pessoal, Karolina Protsenko nasceu na Ucrânia em 3 de outubro de 2008 em uma família musical, onde seus pais Nikalay Protsenko e Ella Protsenko tocam guitarra e piano, respectivamente. Em 2015, quando Karolina tinha 6 anos de idade, sua família mudou-se para os Estados Unidos, onde ela começou a ter aulas de violino no mesmo ano. Com formação clássica, começou a tocar no verão de 2017 em Santa Monica, Califórnia. Nas ruas de Santa Monica, ela realiza pequenas interpretações de canções pop contemporâneas. Em dezembro de 2016 seu primeiro canal do YouTube foi criado. Com seus três canais no YouTube e suas contas de mídias sociais no Facebook e Instagram, sua base de fãs cresceu para 5 milhões de seguidores em mais de 50 países em menos de 2 anos. Em 2018 ela tinha mais de 2 milhões de assinantes em seu canal no YouTube, e seus vídeos no YouTube e em outros páginas de mídia foram vistos mais de 500 milhões de vezes. Karolina participou do The Ellen DeGeneres Show.

## Álbuns
Em julho de 2018, Protsenko lançou seu próprio álbum. Em 2019 gravou 12 canções, incluindo "Let It Go" do clássico Disney Frozen, "Fix You" do Coldplay e o lendário "Over the Rainbow". Sua música está disponível nas principais páginas de streaming, como Apple Music, Spotify e Amazon Prime Music.